# Internationaux de Tennis de Blois 2022
L'Internationaux de Tennis de Blois 2022 è stato un torneo maschile di tennis professionistico. È stata la 13ª edizione del torneo, facente parte della categoria Challenger 80 nell'ambito dell'ATP Challenger Tour 2022, con un montepremi di 45 730 €. Si è svolto dal 13 al 19 giugno 2022 sui campi in terra rossa dell'A.A.J.B Blois Tennis di Blois, in Francia.

## Partecipanti

### Teste di serie
| Nazionalità | Giocatore            | Ranking* | Testa di serie |
| ----------- | -------------------- | -------- | -------------- |
| Rep. Ceca   | Zdeněk Kolář         | 117      | 1              |
| Francia     | Corentin Moutet      | 128      | 2              |
| Argentina   | Camilo Ugo Carabelli | 137      | 3              |
| Argentina   | Pedro Cachín         | 142      | 4              |
| Rep. Ceca   | Vít Kopřiva          | 146      | 5              |
| Austria     | Dennis Novak         | 154      | 6              |
| Serbia      | Nikola Milojević     | 164      | 7              |
| Croazia     | Nino Serdarušić      | 183      | 8              |

* Ranking al 6 giugno 2022.

### Altri partecipanti
I seguenti giocatori hanno ricevuto una wild card per il tabellone principale:
- Térence Atmane
- Arthur Fils
- Corentin Moutet

I seguenti giocatori sono entrati in tabellone come alternate:
- Gonzalo Lama
- Genaro Alberto Olivieri

I seguenti giocatori sono passati dalle qualificazioni:
- Nikolas Sanchez Izquierdo
- Alex Rybakov
- Evgenij Karlovskij
- Shintaro Mochizuki
- Gabriel Décamps
- Luca Van Assche

## Campioni

### Singolare
Alexandre Müller ha sconfitto in finale  Nikola Milojević con il punteggio di 7–6(3), 6–1.

### Doppio
Sriram Balaji /  Jeevan Nedunchezhiyan hanno sconfitto in finale  Romain Arneodo /  Jonathan Eysseric con il punteggio di 6–4, 6(3)–7, [10–7].